# Cyonasua
A Cyonasua az emlősök (Mammalia) osztályának ragadozók (Carnivora) rendjébe, ezen belül a mosómedvefélék (Procyonidae) családjába tartozó fosszilis nem.

## Tudnivalók
A legelső Cyonasua-fajok Közép-Amerika területén a késő miocén korban jelentek meg, körülbelül 7,3 millió évvel ezelőtt. A modern ragadozók (Carnivora) közül ez volt az egyik legelső csoport, amely átlépte a Panama-földszorost, amikor Észak-Amerika és Dél-Amerika összeértek. Feltételezések szerint az óriás 1,5 méteres Chapalmalania-fajok a Cyonasua csoportból fejlődtek ki, azonban a többi ragadozók megérkezte után ki is haltak; viszont őseik, az úttörő Cyonasuák tovább fennmaradtak egészen a pleisztocén kor közepéig, azaz 990 ezer évvel ezelőttig.
A maradványok alapján 15-25 kilogramm közötti állatok lehettek, amelyek képesek voltak fára mászni, azonban meglehet, hogy szívesebben mozogtak a talajon; erős mellső lábaik üregvájásra utalnak. A fogazatuk mindenevő életmódra utal, azonban meglehet, hogy a modern mosómedvéktől eltérően több húst fogyasztottak. A legtöbb maradvány Argentína, Bolívia, Uruguay és Venezuela területéről került elő.

## Rendszerezés
A nembe az alábbi 9 faj tartozik:
- †Cyonasua argentina
- †Cyonasua brevirostris
- †Cyonasua clausa
- †Cyonasua groeberi
- †Cyonasua longirostris
- †Cyonasua lutaria
- †Cyonasua meranii
- †Cyonasua pascuali
- †Cyonasua robusta

## Fordítás
- Ez a szócikk részben vagy egészben  a   Cyonasua című angol Wikipédia-szócikk ezen változatának fordításán alapul.  Az eredeti cikk szerkesztőit annak laptörténete sorolja fel. Ez a jelzés csupán a megfogalmazás eredetét és a szerzői jogokat jelzi, nem szolgál a cikkben szereplő információk forrásmegjelöléseként.
- Ez a szócikk részben vagy egészben  a   List of procyonids című angol Wikipédia-szócikk ezen változatának fordításán alapul.  Az eredeti cikk szerkesztőit annak laptörténete sorolja fel. Ez a jelzés csupán a megfogalmazás eredetét és a szerzői jogokat jelzi, nem szolgál a cikkben szereplő információk forrásmegjelöléseként.